# Lundu
Huyện Lundu là một huyện thuộc bang Sarawak của Malaysia. Huyện Lundu có dân số thời điểm năm 2010 ước tính khoảng 34576 người.